# Замок трёх драконов
Замок трех драконов (кат. Castell dels Tres Dragons) — здание в стиле модерн, построенное в Барселоне в 1887—1888 годах как кафе-ресторан для Всемирной выставки 1888 года архитектором Луисом Доменек-и-Монтанером. Над проектом также работал скульптор Жуан Лимона-и-Бругера (кат. Joan Llimona i Bruguera). Название, вероятно, происходит от одноименного романа Серафи Питарры 1865 года. Являлся одним из основных зданий выставки и конечным пунктом экскурсии от Триумфальной арки по парку Сьютаделья. В здании, украшенном драконами, в настоящее время располагается Зоологический музей Каталонии.
Сегодня Замок трёх драконов является одной из визитных карточек парка Сьюитаделья. Основой постройки стал кирпич и листовое железо. Здания представляет собой квадрат в плане с башнями по четырём углам. Верхняя часть стен увенчана зубцами в два ряда, которые соединены между собой мостиками. Уникальность замку придают белые керамические плиты, обрамляющие верхнюю часть фасада. На них нанесены синие рисунки растений, животных и людей. Создание этих декоративных плит приписывается Антонио Галиису, Хосе Лимону, Пельисеру и Александр де Рикеру. Оконные проёмы некогда украшали витражные стекла, созданные Антони Ригальтом-и-Бланшем, однако в результате взрыва бомбы во время Гражданской войны в Испании они были утрачены.